# Edna Bonilla
Edna Cristina Bonilla Sebá (Bogotá, 22 de agosto de 1970) es una contadora pública colombiana, especialista en gerencia de impuestos y doctora en estudios políticos. Desde enero de 2020 hasta diciembre del 2023 se desempeñó como Secretaria de Educación de Bogotá en la alcaldía de Claudia López Hernández.
Es profesora asociada de la Universidad Nacional de Colombia desde agosto de 1998, profesora visitante de Sciences Po, en Poitiers – Francia y profesora en varias universidades del país. Ha sido Secretaria Distrital de Hábitat, Gerente de la Caja de Vivienda Popular, Directora de la Especialización en Mercados y Políticas del Suelo en América Latina, Directora Nacional de Extensión UN y Subdirectora del Centro de Investigaciones para el Desarrollo, CID-UN.[cita requerida]
Cuenta con más de cincuenta publicaciones entre libros y artículos y más de 25 años de experiencia en políticas sociales, económicas, y en administración pública.[cita requerida]

## Primeros años y estudios
Edna Bonilla, nació en Bogotá el 22 de agosto de 1970. Estudió en el Liceo Femenino de Cundinamarca Mercedes Nariño la primaria y el bachillerato.
Está casada desde hace 16 años con Jorge Iván González.
Realizó un doctorado en Estudios Políticos en la Universidad Externado, donde se graduó con tesis con mención de reconocimiento por el Tribunal, en marzo de 2018. Tiene una especialidad en Derecho y Gerencia de Impuestos de esta misma Universidad. Es Contadora Pública y Profesora Asociada de la Universidad Nacional de Colombia. Su trabajo ha recibido varios reconocimientos.

## Trayectoria laboral y política

### Docente e investigadora
Se desempeñó como Auxiliar de Docencia en la Facultad de Ciencias Económicas de la Universidad Nacional de Colombia, en el Departamento de Finanzas desde agosto de 1992 hasta julio de 1993. En el año 1995 fue Docente en la Fundación Corona para la Pequeña y Mediana Empresa y en 1997 regresó a la Universidad Nacional como Docente Ocasional de la Facultad de Ciencias Económicas. Sin embargo, fue a partir de 1998 que se convirtió en profesora asociada de esta institución de educación superior.
Allí ha trabajado en el desarrollo del programa académico de las asignaturas Regulación Tributaria, Hacienda Pública, Regulación tributaria y Ordenamiento Territorial, entre otras. De igual forma, hizo parte del desarrollo de la asignatura Investigación en Gestión y organizaciones - Gestión Pública para el Doctorado en Administración. Ha sido Docente de la Especialización en Mercados y Políticas de Suelo en América Latina y ha dirigido y evaluado trabajos de grado, pregrado y posgrado.
En enero de 2008 hizo parte de las Facultades de Ciencias Económicas y Administrativas y Ciencias Jurídicas, como Docente Catedrática en el Desarrollo del programa académico de las asignaturas Regulación Tributaria y Finanzas de la Pontificia Universidad Javeriana. En el Semestre de Otoño 2016-2017, fue profesora visitante en el Campus de Poitiers, Francia en el Institut d’études politiques de Paris. Allí hizo parte del desarrollo del programa académico de la asignatura ‘Colombia, de cara al posconflicto’.
Entre los años 1993 y 2000 se desempeñó como Gerente Administrativa y Financiera de diferentes empresas privadas. Fue perito económico – financiera en el Centro de Conciliación y Arbitramiento de la Sociedad Colombiana de Ingenieros en el año 2008. Ejerció como Investigadora Principal y Directora de Proyectos de Investigación y Extensión en el Centro de Investigaciones para el Desarrollo – CID (Subdirectora entre mayo de 2004 y junio de 2006), y Centro de Estudios Sociales – CES entre agosto de 1995 y diciembre de 2010.
Entre enero de 2013 a febrero de 2019 fue Directora de la Especialización en Mercados y Políticas de Suelo en América Latina. Desde el año 2008 hasta el 2019 fue Investigadora Principal y Directora de Proyectos de Investigación y Extensión en el Instituto de Estudios Urbanos IEU, de la Universidad Nacional. Entre mayo y diciembre de 2019 se desempeñó como investigadora en el Instituto de Extensión e Investigación IEI, de la misma Universidad.

### Caja de la Vivienda Popular
Fue Gerente General de la Caja de la Vivienda Popular entre agosto y diciembre de 2006. Allí tuvo diversas responsabilidades, entre esas, ejecutar las políticas del Gobierno Distrital en materia de Reasentamientos humanos y mejoramiento de vivienda. Además, coordinó el Programa de Mejoramiento Integral de barrios.[cita requerida]

### Secretaría Distrital del Hábitat
Entre enero y diciembre de 2007 fue Secretaria Distrital del Hábitat, durante el periodo de Luis Eduardo Garzón como alcalde Mayor de Bogotá. Como principales responsabilidades tuvo a su cargo la formulación de la política de gestión integral de hábitat y la coordinación de la labor de las 7 entidades que realizan actividades relacionadas con el desarrollo del hábitat de la ciudad (Caja de la Vivienda Popular –CVP-, Unidad Administrativa Especial de Servicios Públicos –UAESP-, Empresa de Renovación Urbana de Bogotá –ERU-, Metrovivienda, Empresa de Acueducto y Alcantarillado de Bogotá, Empresa de Telecomunicaciones de Bogotá S.A. ESP y Empresa de Energía de Bogotá S.A. ESP.[cita requerida]

### Dirección de Extensión – Universidad Nacional de Colombia
Entre mayo de 2008 y mayo de 2012 fue Directora Nacional de Extensión en la Universidad Nacional de Colombia, durante la rectoría de Moisés Wasserman. Durante este periodo lideró la formulación, aprobación y puesta en marcha de la Política de Extensión para la Universidad Nacional y el desarrollo de sus modalidades. Diseñó el modelo de Gestión para la Investigación, Extensión, la política de Responsabilidad Social y Voluntariado Universitario. Coordinó el componente de Interacción la Sociedad en Programa ‘Agendas del conocimiento’ y el alistamiento de la Universidad Nacional para la presentación de proyectos a financiarse con recursos del Fondo de Ciencia, Tecnología e Innovación del Sistema General de Regalías.

### Secretaría de Educación del Distrito
En enero de 2020 aceptó el cargo de Secretaria de Educación del Distrito.
Una de sus metas fue cumplir con el compromiso electoral de la alcaldesa Claudia López, de garantizar 20.000 nuevos cupos de educación superior para los jóvenes y ofrecer programas de educación técnica y tecnológica que les abran oportunidades de empleo o emprendimiento y los habiliten para continuar sus estudios universitarios.

## Distinciones
- Reconocimiento especial por parte de Aciur en el Concurso Tesis Doctoral en temas urbano - regionales sobre Colombia, 2018.
- Tesis doctoral “La tributación al Suelo: Expresión de la Regresividad y de la Inequidad en Colombia (1914 - 2014)” Aprobada con mención de reconocimiento por el Tribunal.
- Reconocimiento del Consejo de la Facultad de Ciencias Económicas de la Universidad Nacional de Colombia por los aportes al Programa de Contaduría Pública. Junio de 2015. Docencia Excepcional. Consejo Superior Universitario. Universidad Nacional de Colombia. Septiembre de 2004.
- Docencia Excepcional. Consejo Superior Universitario. Universidad Nacional de Colombia. Septiembre de 2001.
- Docencia Excepcional. Consejo Superior Universitario. Universidad Nacional de Colombia. Septiembre de 2000.
- Mejor Promedio Académico. Posgrado Derecho - Gerencia de Impuestos – Universidad Externado de Colombia. Diciembre de 1997

## Algunas publicaciones
-  Prólogo en el libro “Vivir para Aprender un homenaje a la labor del docente” Bogotá D.C., Alcaldía Mayor de Bogotá, Siglo del Hombre Editores, 2020. ISBN 978-958-665-647-4.
- Con González, Jorge Iván. “La financiación del plan de desarrollo”, en Revista Foro No. 98, Bogotá, 2019, pp. 120-128.
- “Bajos impuestos al suelo e inoperancia del instrumento tributario”, Economía Institucional, Vol. 20, no. 39, 2018, pp. 211-229. Universidad Externado de Colombia, Bogotá.
- “La cultura tributaria como herramienta de política fiscal: la experiencia de Bogotá”. Revista Ciudades, Estados y Política. Instituto de Estudios Urbanos, Universidad Nacional de Colombia. Vol. 1, no. 1, 2014, pp. 21-35. ISSN: 2389-8437  
- Establecimiento del sistema de costos para la Administradora de Riesgos Profesionales del Instituto de Seguros Sociales. Revista No 13 INNOVAR. Facultad de Ciencias Económicas. Universidad Nacional de Colombia. Santa Fe de Bogotá, 1999.